# Radulaceae
Radulaceae là một họ rêu trong bộ Jungermanniales.